# Vanity-Domain
Eine Vanity-Domain bzw. eine Vanity-URL  (von engl. vanity, Eitelkeit) ist eine Domain bzw. eine URL, die einen leicht zu merkenden und aussagekräftigen Namen besitzt. Sie stellen technisch meist eine Weiterleitung dar. Das Pendant beim Telefon ist die Vanity-Rufnummer.
Populär wurden diese Adressen mit der Ausbreitung des World Wide Web in den 1990er Jahren.
Soziale Netzwerke, wie zum Beispiel Facebook, LinkedIn und Twitter, bieten ihren Nutzern Vanity-URLs.